# 石堂天山
石堂 天山（いしどう てんざん、1996年4月6日 - ）は、日本の元子役タレントである。ホリプロ・インプルーブメント・アカデミーに所属していた。
以前はキリンプロに所属し、北見天山という名で活動していた。

## 出演

### テレビドラマ
- まるまるちびまる子ちゃん（2007年、フジテレビ）花輪和彦 役

### バラエティ
- 天才!志村どうぶつ園 天才クラブ（2004年、日本テレビ）
- ディズニータイム（2004年）
- ぶちぬき!火曜日 小悪魔男子部（2005年、テレビ東京）